# Juojärvi
Juojärvi är en sjö i östra Finland som ingår i Vuoksens huvudavrinningsområde. Sjön finns i kommunerna Tuusniemi i Norra Savolax, Heinävesi i Södra Savolax samt Outokumpu och Libelits i Norra Karelen. Juojärvi är den 20:e största sjön i Finland med en yta på 220 km² och ligger 101 meter över havet. Sjön avvattnas främst genom kraftverket i Palokki.
Vid sjöns södra strand ligger Valamo nya kloster. Juojärvi är Norra Savolax landskapssjö.
Sjön är känd för sitt rena vatten och räknas som en av de renaste sjöarna i Finland.